# Liga Campionilor EHF Feminin 2015-2016 - grupele principale
Acest articol descrie primul tur al Ligii Campionilor EHF Feminin 2015-2016.

## Format
Primele trei echipe din fiecare grupă preliminară au avansat în grupele principale păstrându-și punctele câștigate în faza grupelor, mai puțin pe cele obținute împotriva echipelor eliminate din competiție.

## Distribuția
Cele două grupe principale au fost alcătuite din câte șase echipe fiecare. Grupa principală 1 a fost constituită din primele trei echipe clasate în grupa preliminară A și primele trei echipe din grupa preliminară B, iar grupa principală 2 a fost constituită din primele trei echipe clasate în grupa preliminară C și primele trei echipe din grupa preliminară D.
Echipele calificate și distribuția în grupe
| Grupa 1         | Puncte | Grupa a 2-a    | Puncte |
| --------------- | ------ | -------------- | ------ |
| Rostov-Don      | 8      | Győri ETO KC   | 5      |
| Larvik HK       | 4      | ŽRK Vardar     | 4      |
| HCM Baia Mare   | 0      | FC Midtjylland | 3      |
| Ferencvárosi TC | 7      | ŽRK Budućnost  | 7      |
| Fleury Loiret   | 4      | CSM București  | 5      |
| Thüringer HC    | 1      | IK Sävehof     | 0      |

Echipele au avansat în grupele principale cu punctele și golaverajul prezentate în tabelele de mai jos:
| Echipa          | M | V | E | Î | GM  | GP  | G   | Pct |
| --------------- | - | - | - | - | --- | --- | --- | --- |
| Rostov-Don      | 4 | 4 | 0 | 0 | 102 | 92  | +10 | 8   |
| Ferencvárosi TC | 4 | 3 | 1 | 0 | 126 | 106 | +20 | 7   |
| Larvik HK       | 4 | 2 | 0 | 2 | 104 | 104 | 0   | 4   |
| Fleury Loiret   | 4 | 1 | 2 | 1 | 105 | 112 | −7  | 4   |
| Thüringer HC    | 4 | 0 | 1 | 3 | 103 | 116 | −13 | 1   |
| HCM Baia Mare   | 4 | 0 | 0 | 4 | 97  | 107 | −10 | 0   |

| Echipa         | M | V | E | Î | GM  | GP  | G   | Pct |
| -------------- | - | - | - | - | --- | --- | --- | --- |
| ŽRK Budućnost  | 4 | 3 | 1 | 0 | 109 | 83  | +26 | 7   |
| CSM București  | 4 | 2 | 1 | 1 | 100 | 90  | +10 | 5   |
| Győri ETO KC   | 4 | 2 | 1 | 1 | 98  | 97  | +1  | 5   |
| ŽRK Vardar     | 4 | 2 | 0 | 2 | 107 | 94  | +13 | 4   |
| FC Midtjylland | 4 | 1 | 1 | 2 | 87  | 101 | −14 | 3   |
| IK Sävehof     | 4 | 0 | 0 | 4 | 77  | 113 | −36 | 0   |

Echipele clasate pe primele patru locuri în fiecare grupă principală au avansat în sferturile de finală.
|  | Echipele calificate în sferturile de finală |

## Grupa 1
| Echipa          | M  | V | E | Î | GM  | GP  | G   | Pct |
| --------------- | -- | - | - | - | --- | --- | --- | --- |
| Rostov-Don      | 10 | 9 | 1 | 0 | 281 | 237 | +44 | 19  |
| Larvik HK       | 10 | 6 | 0 | 4 | 281 | 263 | +18 | 12  |
| Ferencvárosi TC | 10 | 5 | 2 | 3 | 282 | 272 | +10 | 12  |
| HCM Baia Mare   | 10 | 5 | 0 | 5 | 259 | 249 | +10 | 10  |
| Fleury Loiret   | 10 | 2 | 2 | 6 | 252 | 283 | −31 | 6   |
| Thüringer HC    | 10 | 0 | 1 | 9 | 244 | 297 | −53 | 1   |

| 9 ianuarie 2016 16:00 | Rostov-Don | 23 - 21 | Ferencvárosi TC       | Dvoreț Sporta, Rostov-pe-Don Asistență: 3.386 Arbitri: Mitrović, Vešović |
| 9 ianuarie 2016 16:00 | Ilina 8    | (13-11) | Hornyák, Szekerczés 4 | Dvoreț Sporta, Rostov-pe-Don Asistență: 3.386 Arbitri: Mitrović, Vešović |
| 9 ianuarie 2016 16:00 | 3× 1×      | Cronica | 1× 3×                 | Dvoreț Sporta, Rostov-pe-Don Asistență: 3.386 Arbitri: Mitrović, Vešović |

| 9 ianuarie 2016 18:30 | Larvik HK               | 28 - 19 | Thüringer HC | Arena Larvik, Larvik Asistență: 1.603 Arbitri: Madsen, Mortensen |
| 9 ianuarie 2016 18:30 | Hammerseng-Edin, Mørk 5 | (14-7)  | Buceschi 5   | Arena Larvik, Larvik Asistență: 1.603 Arbitri: Madsen, Mortensen |
| 9 ianuarie 2016 18:30 | 5× 2×                   | Cronica | 3×           | Arena Larvik, Larvik Asistență: 1.603 Arbitri: Madsen, Mortensen |

| 10 ianuarie 2016 18:00 | HCM Baia Mare | 31 - 28 | Fleury Loiret | Sala Sporturilor Lascăr Pană, Baia Mare Asistență: 2.200 Arbitri: Mošorinski, Pandžić |
| 10 ianuarie 2016 18:00 | Pineau 9      | (13-15) | Niombla 9     | Sala Sporturilor Lascăr Pană, Baia Mare Asistență: 2.200 Arbitri: Mošorinski, Pandžić |
| 10 ianuarie 2016 18:00 | 1× 3×         | Cronica | 4× 3× 1×      | Sala Sporturilor Lascăr Pană, Baia Mare Asistență: 2.200 Arbitri: Mošorinski, Pandžić |

| 16 ianuarie 2016 16:00 | Ferencvárosi TC | 30 - 27 | Larvik HK | Főtáv FTC Kézilabda Aréna, Budapesta Asistență: 3.000 Arbitri: Krkacev, Kolevski |
| 16 ianuarie 2016 16:00 | Pena 9          | (19-14) | Mørk 7    | Főtáv FTC Kézilabda Aréna, Budapesta Asistență: 3.000 Arbitri: Krkacev, Kolevski |
| 16 ianuarie 2016 16:00 | 6× 3×           | Cronica | 1× 3×     | Főtáv FTC Kézilabda Aréna, Budapesta Asistență: 3.000 Arbitri: Krkacev, Kolevski |

| 16 ianuarie 2016 17:00 | Thüringer HC | 23 - 25 | HCM Baia Mare   | Wiedigsburghalle, Nordhausen Asistență: 1.500 Arbitri: Brehmer, Skowronek |
| 16 ianuarie 2016 17:00 | Buceschi 7   | (12-10) | do Nascimento 7 | Wiedigsburghalle, Nordhausen Asistență: 1.500 Arbitri: Brehmer, Skowronek |
| 16 ianuarie 2016 17:00 | 2×           | Cronica | 1× 3×           | Wiedigsburghalle, Nordhausen Asistență: 1.500 Arbitri: Brehmer, Skowronek |

| 17 ianuarie 2016 16:15 | Fleury Loiret | 22 - 27 | Rostov-Don | Gymnase Albert Auger, Fleury-les-Aubrais Asistență: 2.100 Arbitri: Mandák, Rudinský |
| 17 ianuarie 2016 16:15 | Niombla 8     | (13-10) | Șîmkute 6  | Gymnase Albert Auger, Fleury-les-Aubrais Asistență: 2.100 Arbitri: Mandák, Rudinský |
| 17 ianuarie 2016 16:15 | 1× 2×         | Cronica | 3×         | Gymnase Albert Auger, Fleury-les-Aubrais Asistență: 2.100 Arbitri: Mandák, Rudinský |

| 5 februarie 2016 20:00 | HCM Baia Mare | 32 - 24 | Ferencvárosi TC | Sala Sporturilor Lascăr Pană, Baia Mare Asistență: 2.300 Arbitri: Bethmann, Tzaferopoulos |
| 5 februarie 2016 20:00 | Pineau 10     | (16-14) | Pena 9          | Sala Sporturilor Lascăr Pană, Baia Mare Asistență: 2.300 Arbitri: Bethmann, Tzaferopoulos |
| 5 februarie 2016 20:00 | 1× 3×         | Cronica | 1× 3×           | Sala Sporturilor Lascăr Pană, Baia Mare Asistență: 2.300 Arbitri: Bethmann, Tzaferopoulos |

| 6 februarie 2016 17:00 | Rostov-Don | 30 - 24 | Thüringer HC | Dvoreț Sporta, Rostov-pe-Don Asistență: 3.250 Arbitri: Marić, Mašić |
| 6 februarie 2016 17:00 | Ilina 10   | (15-7)  | Snelder 4    | Dvoreț Sporta, Rostov-pe-Don Asistență: 3.250 Arbitri: Marić, Mašić |
| 6 februarie 2016 17:00 | 4× 3×      | Cronica | 2×           | Dvoreț Sporta, Rostov-pe-Don Asistență: 3.250 Arbitri: Marić, Mašić |

| 6 februarie 2016 18:30 | Larvik HK | 26 - 31 | Fleury Loiret | Arena Larvik, Larvik Asistență: 2.137 Arbitri: Vujačić, Kažanegra |
| 6 februarie 2016 18:30 | Mørk 12   | (14-15) | Barbosa 9     | Arena Larvik, Larvik Asistență: 2.137 Arbitri: Vujačić, Kažanegra |
| 6 februarie 2016 18:30 | 1× 3×     | Cronica | 3× 2×         | Arena Larvik, Larvik Asistență: 2.137 Arbitri: Vujačić, Kažanegra |

| 13 februarie 2016 15:00 | Ferencvárosi TC               | 29 - 29 | Rostov-Don | Főtáv FTC Kézilabda Aréna, Budapesta Asistență: 3.000 Arbitri: Jurinović, Mrvica |
| 13 februarie 2016 15:00 | Szekerczés, Szöllősi-Zácsik 6 | (15-13) | Ilina 9    | Főtáv FTC Kézilabda Aréna, Budapesta Asistență: 3.000 Arbitri: Jurinović, Mrvica |
| 13 februarie 2016 15:00 | 4× 2×                         | Cronica | 3×         | Főtáv FTC Kézilabda Aréna, Budapesta Asistență: 3.000 Arbitri: Jurinović, Mrvica |

| 14 februarie 2016 14:00 | Thüringer HC | 20 - 28 | Larvik HK | Wiedigsburghalle, Nordhausen Asistență: 1.900 Arbitri: Kurtagic, Wetterwik |
| 14 februarie 2016 14:00 | Huber 5      | (11-13) | Mørk 9    | Wiedigsburghalle, Nordhausen Asistență: 1.900 Arbitri: Kurtagic, Wetterwik |
| 14 februarie 2016 14:00 | 2× 3×        | Cronica | 6× 2×     | Wiedigsburghalle, Nordhausen Asistență: 1.900 Arbitri: Kurtagic, Wetterwik |

| 14 februarie 2016 19:00 | Fleury Loiret | 17 - 18 | HCM Baia Mare | Gymnase Albert Auger, Fleury-les-Aubrais Asistență: 2.300 Arbitri: Opava, Válek |
| 14 februarie 2016 19:00 | Houette 7     | (8-8)   | Abbingh 6     | Gymnase Albert Auger, Fleury-les-Aubrais Asistență: 2.300 Arbitri: Opava, Válek |
| 14 februarie 2016 19:00 | 2× 3×         | Cronica | 2× 3×         | Gymnase Albert Auger, Fleury-les-Aubrais Asistență: 2.300 Arbitri: Opava, Válek |

| 19 februarie 2016 18:00 | HCM Baia Mare   | 38 - 27 | Thüringer HC | Sala Sporturilor Lascăr Pană, Baia Mare Asistență: 2.080 Arbitri: Krkacev, Kolevski |
| 19 februarie 2016 18:00 | do Nascimento 9 | (19-12) | Schmelzer 6  | Sala Sporturilor Lascăr Pană, Baia Mare Asistență: 2.080 Arbitri: Krkacev, Kolevski |
| 19 februarie 2016 18:00 | 1× 3×           | Cronica | 4× 3×        | Sala Sporturilor Lascăr Pană, Baia Mare Asistență: 2.080 Arbitri: Krkacev, Kolevski |

| 20 februarie 2016 17:00 | Rostov-Don | 38 - 21 | Fleury Loiret | Dvoreț Sporta, Rostov-pe-Don Asistență: 2.800 Arbitri: Leszczyński, Piechota |
| 20 februarie 2016 17:00 | Ilina 9    | (21-12) | Agathe 5      | Dvoreț Sporta, Rostov-pe-Don Asistență: 2.800 Arbitri: Leszczyński, Piechota |
| 20 februarie 2016 17:00 | 2× 3×      | Cronica | 1× 3×         | Dvoreț Sporta, Rostov-pe-Don Asistență: 2.800 Arbitri: Leszczyński, Piechota |

| 20 februarie 2016 19:00 | Larvik HK | 37 - 31 | Ferencvárosi TC | Arena Larvik, Larvik Asistență: 2.817 Arbitri: Covalciuc, Covalciuc |
| 20 februarie 2016 19:00 | Mørk 9    | (20-15) | Pena 7          | Arena Larvik, Larvik Asistență: 2.817 Arbitri: Covalciuc, Covalciuc |
| 20 februarie 2016 19:00 | 3×        | Cronica | 3×              | Arena Larvik, Larvik Asistență: 2.817 Arbitri: Covalciuc, Covalciuc |

| 27 februarie 2016 14:30 | Ferencvárosi TC | 21 - 18 | HCM Baia Mare   | Főtáv FTC Kézilabda Aréna, Budapesta Asistență: 3.000 Arbitri: Christiansen, Hansen |
| 27 februarie 2016 14:30 | Pena 7          | (14-7)  | do Nascimento 8 | Főtáv FTC Kézilabda Aréna, Budapesta Asistență: 3.000 Arbitri: Christiansen, Hansen |
| 27 februarie 2016 14:30 | 6× 3×           | Cronica | 3×              | Főtáv FTC Kézilabda Aréna, Budapesta Asistență: 3.000 Arbitri: Christiansen, Hansen |

| 28 februarie 2016 14:00 | Thüringer HC | 28 - 32 | Rostov-Don | Wiedigsburghalle, Nordhausen Asistență: 1.700 Arbitri: Lah, Sok |
| 28 februarie 2016 14:00 | Buceschi 8   | (14-15) | Ilina 8    | Wiedigsburghalle, Nordhausen Asistență: 1.700 Arbitri: Lah, Sok |
| 28 februarie 2016 14:00 | 3×           | Cronica | 3×         | Wiedigsburghalle, Nordhausen Asistență: 1.700 Arbitri: Lah, Sok |

| 28 februarie 2016 15:15 | Fleury Loiret    | 28 - 31 | Larvik HK | Gymnase Albert Auger, Fleury-les-Aubrais Asistență: 2.000 Arbitri: Alpaidze, Berezkina |
| 28 februarie 2016 15:15 | Cabral Barbosa 6 | (16-15) | Mørk 10   | Gymnase Albert Auger, Fleury-les-Aubrais Asistență: 2.000 Arbitri: Alpaidze, Berezkina |
| 28 februarie 2016 15:15 | 2× 3×            | Cronica | 4× 3×     | Gymnase Albert Auger, Fleury-les-Aubrais Asistență: 2.000 Arbitri: Alpaidze, Berezkina |

## Grupa a 2-a
| Echipa         | M  | V | E | Î | GM  | GP  | G   | Pct |
| -------------- | -- | - | - | - | --- | --- | --- | --- |
| ŽRK Budućnost  | 10 | 7 | 1 | 2 | 264 | 211 | +53 | 15  |
| Győri ETO KC   | 10 | 7 | 1 | 2 | 252 | 230 | +22 | 15  |
| ŽRK Vardar     | 10 | 7 | 0 | 3 | 270 | 246 | +24 | 14  |
| CSM București  | 10 | 4 | 1 | 5 | 242 | 239 | +3  | 9   |
| FC Midtjylland | 10 | 2 | 1 | 7 | 220 | 261 | −41 | 5   |
| IK Sävehof     | 10 | 1 | 0 | 9 | 225 | 286 | −61 | 2   |

| 9 ianuarie 2016 16:00 | Győri ETO KC | 22 - 20 | ŽRK Budućnost      | Audi Aréna, Győr Asistență: 5.220 Arbitri: Schulze, Tönnies |
| 9 ianuarie 2016 16:00 | Sulland 6    | (13-11) | Bulatović, Neagu 4 | Audi Aréna, Győr Asistență: 5.220 Arbitri: Schulze, Tönnies |
| 9 ianuarie 2016 16:00 | 5× 3×        | Cronica | 4× 3×              | Audi Aréna, Győr Asistență: 5.220 Arbitri: Schulze, Tönnies |

| 9 ianuarie 2016 17:30 | ŽRK Vardar | 22 - 21 | CSM București | Sala Jane Sandanski, Skopje Asistență: 2.000 Arbitri: Kijauskaitė, Žalienė |
| 9 ianuarie 2016 17:30 | Lekić 5    | (11-11) | Gulldén 8     | Sala Jane Sandanski, Skopje Asistență: 2.000 Arbitri: Kijauskaitė, Žalienė |
| 9 ianuarie 2016 17:30 | 4× 2×      | Cronica | 1× 2×         | Sala Jane Sandanski, Skopje Asistență: 2.000 Arbitri: Kijauskaitė, Žalienė |

| 10 ianuarie 2016 17:00 | FC Midtjylland | 25 - 21 | IK Sävehof         | Ikast-Brande Arena, Ikast Asistență: 1.105 Arbitri: Arntsen, Røen |
| 10 ianuarie 2016 17:00 | Ahlm 7         | (15-9)  | Lindvall-Haggren 5 | Ikast-Brande Arena, Ikast Asistență: 1.105 Arbitri: Arntsen, Røen |
| 10 ianuarie 2016 17:00 | 3×             | Cronica | 5× 3×              | Ikast-Brande Arena, Ikast Asistență: 1.105 Arbitri: Arntsen, Røen |

| 15 ianuarie 2016 20:00 | CSM București | 24 - 22 | FC Midtjylland | Sala Polivalentă, București Asistență: 3.845 Arbitri: Jurinović, Mrvica |
| 15 ianuarie 2016 20:00 | Gulldén 9     | (10-12) | Ahlm 7         | Sala Polivalentă, București Asistență: 3.845 Arbitri: Jurinović, Mrvica |
| 15 ianuarie 2016 20:00 | 1× 3×         | Cronica | 2×             | Sala Polivalentă, București Asistență: 3.845 Arbitri: Jurinović, Mrvica |

| 17 ianuarie 2016 16:15 | IK Sävehof       | 18 - 26 | Győri ETO KC | Partillebohallen, Partille Asistență: 821 Arbitri: Alpaidze, Berezkina |
| 17 ianuarie 2016 16:15 | Ekenman-Fernis 4 | (6-13)  | Groot 6      | Partillebohallen, Partille Asistență: 821 Arbitri: Alpaidze, Berezkina |
| 17 ianuarie 2016 16:15 | 4× 2×            | Cronica | 2×           | Partillebohallen, Partille Asistență: 821 Arbitri: Alpaidze, Berezkina |

| 17 ianuarie 2016 18:30 | ŽRK Budućnost | 31 - 19 | ŽRK Vardar | Centrul Sportiv Morača, Podgorica Asistență: 4.500 Arbitri: Bonaventura, Bonaventura |
| 17 ianuarie 2016 18:30 | Cvijić 7      | (16-8)  | Sokač 5    | Centrul Sportiv Morača, Podgorica Asistență: 4.500 Arbitri: Bonaventura, Bonaventura |
| 17 ianuarie 2016 18:30 | 5× 3×         | Cronica | 3×         | Centrul Sportiv Morača, Podgorica Asistență: 4.500 Arbitri: Bonaventura, Bonaventura |

| 6 februarie 2016 17:00 | Győri ETO KC | 28 - 22 | CSM București | Audi Aréna, Győr Asistență: 5.000 Arbitri: Mošorinski, Pandžić |
| 6 februarie 2016 17:00 | Groot 6      | (12-10) | Gulldén 8     | Audi Aréna, Győr Asistență: 5.000 Arbitri: Mošorinski, Pandžić |
| 6 februarie 2016 17:00 | 2× 3×        | Cronica | 2×            | Audi Aréna, Győr Asistență: 5.000 Arbitri: Mošorinski, Pandžić |

| 6 februarie 2016 17:30 | ŽRK Vardar       | 37 - 25 | IK Sävehof | Sala Jane Sandanski, Skopje Asistență: 2.500 Arbitri: Andreou, Panayides |
| 6 februarie 2016 17:30 | Lekić, Penezić 6 | (19-10) | Eriksson 7 | Sala Jane Sandanski, Skopje Asistență: 2.500 Arbitri: Andreou, Panayides |
| 6 februarie 2016 17:30 | 4× 3×            | Cronica | 2× 3×      | Sala Jane Sandanski, Skopje Asistență: 2.500 Arbitri: Andreou, Panayides |

| 7 februarie 2016 17:00 | FC Midtjylland | 18 - 28 | ŽRK Budućnost      | Ikast-Brande Arena, Ikast Asistență: 1.532 Arbitri: Mandák, Rudinský |
| 7 februarie 2016 17:00 | Ahlm 5         | (9-13)  | Bulatović, Neagu 7 | Ikast-Brande Arena, Ikast Asistență: 1.532 Arbitri: Mandák, Rudinský |
| 7 februarie 2016 17:00 | 3×             | Cronica | 3× 1×              | Ikast-Brande Arena, Ikast Asistență: 1.532 Arbitri: Mandák, Rudinský |

| 12 februarie 2016 19:00 | IK Sävehof  | 32 - 24 | FC Midtjylland | Partillebohallen, Partille Asistență: 619 Arbitri: Praštalo, Todorović |
| 12 februarie 2016 19:00 | Eriksson 11 | (17-11) | Ahlm 6         | Partillebohallen, Partille Asistență: 619 Arbitri: Praštalo, Todorović |
| 12 februarie 2016 19:00 | 6× 3×       | Cronica | 1× 3×          | Partillebohallen, Partille Asistență: 619 Arbitri: Praštalo, Todorović |

| 14 februarie 2016 19:00 | ŽRK Budućnost | 25 - 22 | Győri ETO KC     | Centrul Sportiv Morača, Podgorica Asistență: 5.000 Arbitri: Arntsen, Røen |
| 14 februarie 2016 19:00 | Cvijić 6      | (12-12) | Amorim Taleska 7 | Centrul Sportiv Morača, Podgorica Asistență: 5.000 Arbitri: Arntsen, Røen |
| 14 februarie 2016 19:00 | 5× 3×         | Cronica | 3×               | Centrul Sportiv Morača, Podgorica Asistență: 5.000 Arbitri: Arntsen, Røen |

| 16 februarie 2016 19:00 | CSM București | 25 - 30 | ŽRK Vardar | Sala Polivalentă, București Asistență: 4.600 Arbitri: Brunovský, Čanda |
| 16 februarie 2016 19:00 | Martín 6      | (11-17) | Lekić 9    | Sala Polivalentă, București Asistență: 4.600 Arbitri: Brunovský, Čanda |
| 16 februarie 2016 19:00 | 2× 3×         | Cronica | 5× 3×      | Sala Polivalentă, București Asistență: 4.600 Arbitri: Brunovský, Čanda |

| 19 februarie 2016 19:00 | Győri ETO KC    | 32 - 26 | IK Sävehof | Audi Aréna, Győr Asistență: 4.534 Arbitri: Kijauskaitė, Žalienė |
| 19 februarie 2016 19:00 | Alstad, Groot 6 | (19-14) | Eriksson 7 | Audi Aréna, Győr Asistență: 4.534 Arbitri: Kijauskaitė, Žalienė |
| 19 februarie 2016 19:00 | 1× 3×           | Cronica | 3×         | Audi Aréna, Győr Asistență: 4.534 Arbitri: Kijauskaitė, Žalienė |

| 21 februarie 2016 15:10 | FC Midtjylland | 23 - 28 | CSM București | Ikast-Brande Arena, Ikast Asistență: 2.246 Arbitri: Brehmer, Skowronek |
| 21 februarie 2016 15:10 | Jørgensen 7    | (12-12) | Gulldén 8     | Ikast-Brande Arena, Ikast Asistență: 2.246 Arbitri: Brehmer, Skowronek |
| 21 februarie 2016 15:10 | 2× 3×          | Cronica | 1× 2×         | Ikast-Brande Arena, Ikast Asistență: 2.246 Arbitri: Brehmer, Skowronek |

| 21 februarie 2016 17:30 | ŽRK Vardar | 26 - 24 | ŽRK Budućnost | Sala Jane Sandanski, Skopje Asistență: 4.000 Arbitri: Brkić, Jusufhodžić |
| 21 februarie 2016 17:30 | Lazović 6  | (11-11) | Bulatović 6   | Sala Jane Sandanski, Skopje Asistență: 4.000 Arbitri: Brkić, Jusufhodžić |
| 21 februarie 2016 17:30 | 1× 3×      | Cronica | 2× 3×         | Sala Jane Sandanski, Skopje Asistență: 4.000 Arbitri: Brkić, Jusufhodžić |

| 26 februarie 2016 19:00 | IK Sävehof | 26 - 29 | ŽRK Vardar | Partillebohallen, Partille Asistență: 848 Arbitri: Horváth, Marton |
| 26 februarie 2016 19:00 | Sand 6     | (14-14) | Sokač 7    | Partillebohallen, Partille Asistență: 848 Arbitri: Horváth, Marton |
| 26 februarie 2016 19:00 | 4× 3×      | Cronica | 6× 2×      | Partillebohallen, Partille Asistență: 848 Arbitri: Horváth, Marton |

| 28 februarie 2016 16:00 | CSM București | 22 - 24 | Győri ETO KC | Sala Polivalentă, București Asistență: 4.000 Arbitri: Bonaventura, Bonaventura |
| 28 februarie 2016 16:00 | Gulldén 8     | (8-14)  | Løke 8       | Sala Polivalentă, București Asistență: 4.000 Arbitri: Bonaventura, Bonaventura |
| 28 februarie 2016 16:00 | 2× 3×         | Cronica | 6× 3×        | Sala Polivalentă, București Asistență: 4.000 Arbitri: Bonaventura, Bonaventura |

| 28 februarie 2016 17:00 | ŽRK Budućnost | 27 - 21 | FC Midtjylland | Centrul Sportiv Morača, Podgorica Asistență: 3.600 Arbitri: Gatelis, Mažeika |
| 28 februarie 2016 17:00 | Cvijić 5      | (14-7)  | Ahlm 5         | Centrul Sportiv Morača, Podgorica Asistență: 3.600 Arbitri: Gatelis, Mažeika |
| 28 februarie 2016 17:00 | 4× 3×         | Cronica | 1× 3×          | Centrul Sportiv Morača, Podgorica Asistență: 3.600 Arbitri: Gatelis, Mažeika |